# Klasická farmakologie

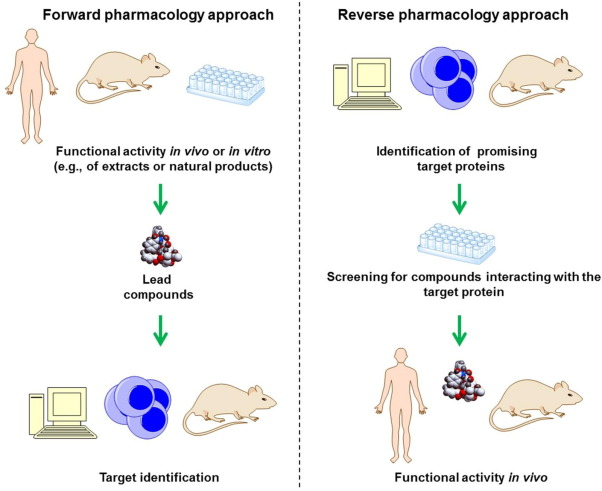
Klasická a reverzní farmakologie při objevování léčiv a rozdíly mezi nimi.

V oblasti objevování léčiv se klasická farmakologie, známá také jako "dopředná" farmakologie (forward pharmacology) nebo fenotypové objevování léčiv (PDD), opírá o fenotypový screening (screening na intaktních buňkách nebo celých organismech) chemických knihoven syntetických malých molekul, přírodních produktů nebo extraktů s cílem identifikovat látky, které mají žádoucí terapeutický účinek. Pomocí technik medicinální chemie se optimalizuje účinnost, selektivita a další vlastnosti těchto screeningových hitů, aby se získaly kandidátní léčivé látky.

## Dějiny
Klasická farmakologie je tradičním přístupem pro objevování nových léčiv. Sloučeniny se zkoumají na buněčných nebo zvířecích modelech onemocnění s cílem identifikovat sloučeniny, které způsobují žádoucí změnu fenotypu. Teprve po objevení sloučenin je snaha určit biologický cíl daných sloučenin prostřednictvím experimentů na ověření cíle, které často zahrnují chemoproteomiku. Oproti tomu se v poslední době stalo populárním vytvořit hypotézu, že určitý cíl v organismu (nejčastěji protein) má vliv na vznik či průběh onemocnění, a následně provádět screening sloučenin, které modulují aktivitu tohoto izolovaného proteinu. Poté se tyto sloučeniny testují na zvířatech, aby se zjistilo, zda mají požadovaný účinek. Tento přístup je znám jako "reverzní farmakologie" či "objevování léčiv na základě cíle" (target based drug discovery, TDD). Nedávná statistická analýza však ukázala, že disproporčně velký počet léků s novými mechanismy účinku pochází z fenotypového screeningu, což vedlo k obnovení zájmu o tuto metodu.

## Podobnost s farmakognozií
Farmakognozie, tedy zkoumání botanických látek používaných v domorodých lékařských tradicích, je v podstatě klasickou farmakologií. Farmakognozie i klasická farmakologie jsou často stavěny do kontrastu s reverzní farmakologií, tj. postupem od cíle zpět k identifikaci nových léčiv, který začíná screeningem knihoven sloučenin z hlediska afinity k určitému cíli. Ve farmakognozii se lidová léčiva nejprve testují v klinických studiích na účinnost a teprve po zjištění účinnosti se usiluje o určení biologického cíle léčiva.

## Související
- Reverzní farmakologie
- Fenotypový screening
- High-content screening
- Farmakognozie
- Chemická knihovna
- Chemoproteomika